# Marktplatz Center Hellersdorf
Das Marktplatz Center Hellersdorf ist ein Einkaufszentrum in Berlin-Hellersdorf und wird von der Multi Germany GmbH betrieben. Das Center besteht aus Fachmärkten, Fachgeschäften und Gastronomie.

## Geschichte

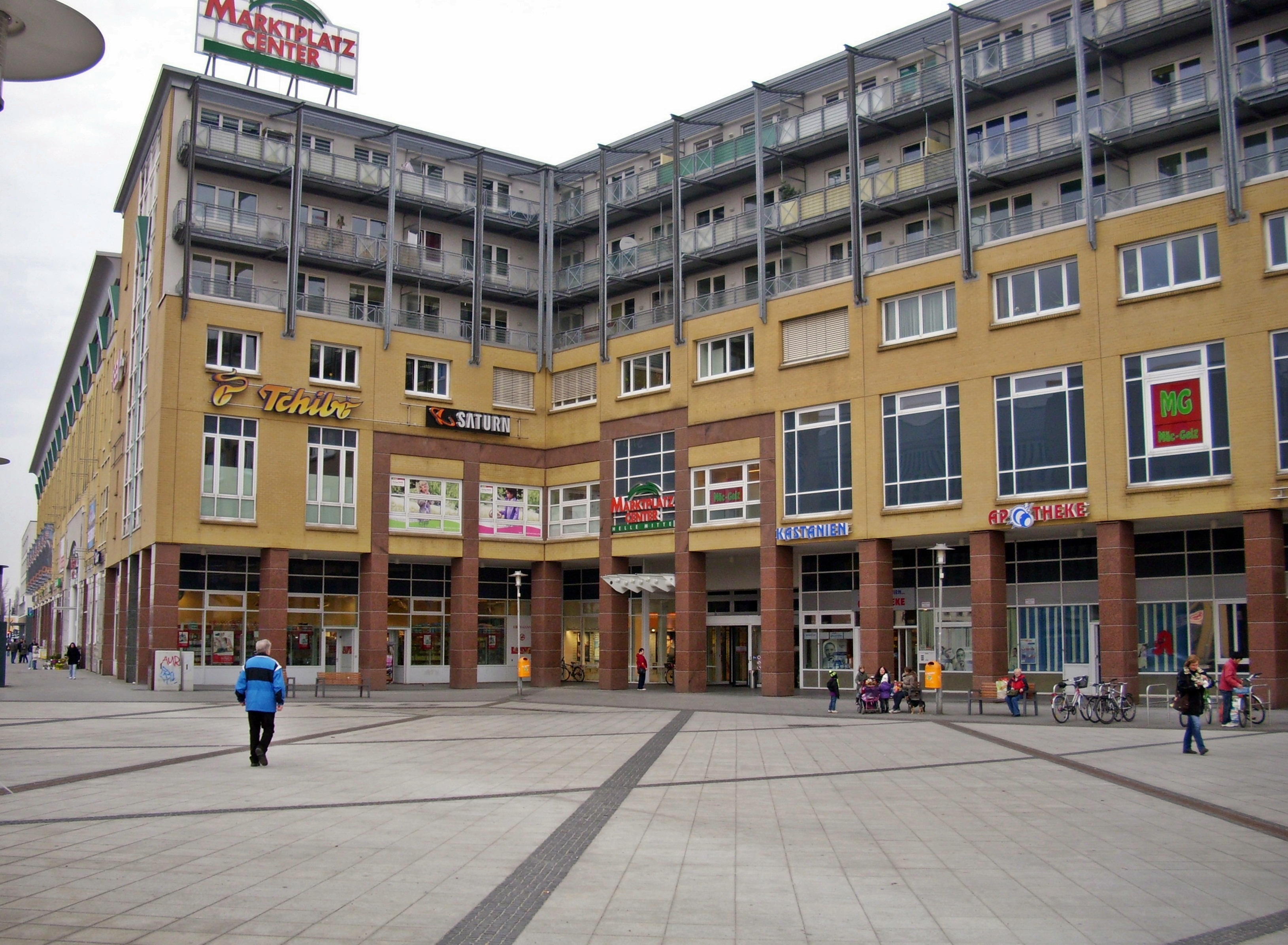
Marktplatz Center in Berlin-Hellersdorf

Das Center ist Teil des Stadtteilzentrums „Helle Mitte“. Es hat eine Gesamtverkaufsfläche von ca. 18.000 m², wurde im Jahr 1998 eröffnet und hat circa 30 Geschäfte, darunter Rossmann und Deichmann. Den Besuchern stehen im Parkhaus ca. 650 Parkplätze zur Verfügung. Das Marktplatz Center wurde von 2018 bis Mitte 2022 von der KOPRIAN iQ MANAGEMENT GmbH (Hamburg) gemanagt, die im Juni 2022 insolvenz anmelden musste. Der vorherige Betreiber war die MEC METRO-ECE Centermanagement. Aktueller Betreiber des Centers ist die Multi Germany GmbH, die insgesamt 16 Shopping Center in Deutschland betreibt.